# اسمندس
اِسمندس (یا نام اصلی نِسی‌بانِب‌چِدِت) نخستین فرعون دودمان بیست و یکم مصر باستان بود که برای نزدیک به ۲۶ سال میان سال‌های ۱۰۷۷ یا ۱۰۷۶ تا ۱۰۵۲ پیش از میلاد مسیح فرمانروایی می‌کرد.
به عنوان شاهزاده‌ای از تانیس، ریشه‌های اسمندس امروزه مورد بحث بسیار است. به باور بسیاری از مصرشناسان، او می‌بایست پسر کاهن بزرگ آمون هِری‌هور از نِجمِت بوده باشد. چنین رابطه‌ای اما توسط دیگر متخصصان رد می‌شود. آن‌ها بر این باورند که اسمندس می‌توانسته پسر زنی به نام هِره‌ره بوده باشد. هِره‌ره سرپرست معبد آمون-رع و همسر کاهن بزرگ این نیایشگاه بوده‌است.